# Момчило Гаврић
Момчило Гаврић (Трбушница, 1. мај 1906 — Београд, 28. април 1993) је био поднаредник Шестог артиљерског пука Дринске дивизије и најмлађи подофицир на свету у току Првог светског рата. Био је учесник Солунског фронта где је и рањен. После Церске битке, 1914. године, са осам година је стекао чин каплара, а војвода Живојин Мишић га је на Кајмакчалану, 1916. године, у десетој години унапредио у чин поднаредника.

## Биографија
Рођен је 1. маја 1906. године у Трбушници код Лознице као осмо дете Алимпија и Јелене Гаврић. У почетку Првог светског рата имао је пуних осам година. Почетком августа 1914. године аустроугарски војници из хрватске 42. домобранске пешачке дивизије (позната и као „Вражја дивизија“) су му убили оца, мајку, три сестре, четири брата и бабу, а кућу запалили. Он је преживео захваљујући оцу који га је послао код стрица да нађе запрегу. Оставши и без породице и без дома, пошао је на Гучево да тражи српску војску. Пронашао је Шести артиљеријски пук Дринске дивизије којим је командовао мајор Стеван Туцовић, брат Димитрија Туцовића. Када им је испричао шта се догодило војници су истог дана осветили Гаврићеву породицу, а он је постао војник у њиховим редовима. Мајор Туцовић је наредио војницима да сваког дана дају Гаврићу да опали три пута из топа да би на тај начин осветио своју породицу.
После рата похађао је гимназију „Хенри Рајт“ у Фавершаму, а затим је завршио графичарски занат и обуку за возача у Београду. Оженио се Косаром са којом је радио у фабрици хартије „Вапа“ у Београду.

### Занимљивости
Док је био на одслужењу војног рока у Славонској Пожеги, 1929. године, Момчило је доживео непријатности. Ухапсили су га официри Југословенске краљевске војске, иначе бивши аустријски официри, јер му нису веровали на реч да је провео четири године ратујући и да је носилац Албанске споменице. За време Другог светског рата немачки окупатори су га два пута затварали у логор, а пред стрељачки строј изводили су га и партизани. Након рата, у време политичког пријатељства југословенског председника Јосипа Броза с албанским председником Енвером Хоџом, Момчила је хапсила и ОЗНА, због његовог јавно изреченог става „да нам Албанци нису браћа“.
Велика добротворка Лејди Пеџет звала га је српски витез, а Грци су му поставили златну плочу на Крфу. Француски председник Митеран му је 1985. године доделио орден, а генерал Лепардије рекао: „Штета што нисте били француски војник, имали бисте споменик на Јелисејским пољима“. По најмлађем савезничком војнику у Првом светском рату Момчилу Гаврићу добила је име улица у Београду, у насељу Степа Степановић.
Преминуо је у Београду, 28. априлa 1993. године.

## Галерија
- Гаврић на фронту током рата.
- Момчило на пуковској слави.
- Матурантски портрет 1921. године.
- На одслужењу војног рока 1931. године.
- Са супругом Косаром на дан њиховог венчања 1939. године.